# Mekonnen Gebremedhin
Mekonnen Gebremedhin (ur. 11 października 1988 w Addis Abebie) – etiopski lekkoatleta specjalizujący się w biegu na 1500 metrów.
Mając niespełna 15 lat wystąpił na mistrzostwach świata kadetów, odpadając w eliminacjach na 800 metrów. Na mistrzostwach świata juniorów w 2006 dotarł do półfinału na tym samym dystansie. W 2007, w rywalizacji na 1500 metrów, dotarł do półfinału mistrzostw globu, a w 2008 zajął szóstą lokatę podczas halowych mistrzostw świata. Odpadł już w pierwszej rundzie rywalizacji na mistrzostwach świata w Berlinie (2009). Sezon 2010 rozpoczął od czwartej lokaty na halowym czempionacie świata, a latem zdobył brązowy medal mistrzostw Afryki. Startując w barwach Afryki zajął drugą lokatę podczas pucharu interkontynentalnego w Splicie (2010). W 2012 został brązowym medalistą halowych mistrzostw świata. Zajął 6. miejsce podczas igrzysk olimpijskich w Londynie. W 2013 był siódmy na mistrzostwach świata w Moskwie. Mistrz igrzysk afrykańskich z Brazzaville (2015).
Rekordy życiowe: stadion – 3:31,45 (27 maja 2012, Hengelo); hala – 3:34,89 (18 lutego 2012, Birmingham).

## Osiągnięcia
| Rok  | Impreza                   | Miejsce        | Pozycja    | Wynik   |
| ---- | ------------------------- | -------------- | ---------- | ------- |
| 2007 | Mistrzostwa świata        | Osaka          | półfinał   | 3:43,41 |
| 2008 | Halowe mistrzostwa świata | Walencja       | 6. miejsce | 3:40,42 |
| 2009 | Mistrzostwa świata        | Berlin         | eliminacje | 3:43,22 |
| 2010 | Halowe mistrzostwa świata | Doha           | 4. miejsce | 3:42,42 |
| 2010 | Mistrzostwa Afryki        | Nairobi        | 3. miejsce | 3:36,65 |
| 2010 | Puchar interkontynentalny | Split          | 2. miejsce | 3:35,70 |
| 2011 | Mistrzostwa świata        | Daegu          | 7. miejsce | 3:36,81 |
| 2012 | Halowe mistrzostwa świata | Stambuł        | 3. miejsce | 3:45,90 |
| 2012 | Igrzyska olimpijskie      | Londyn         | 6. miejsce | 3:35,44 |
| 2013 | Mistrzostwa świata        | Moskwa         | 7. miejsce | 3:37,21 |
| 2014 | Halowe mistrzostwa świata | Sopot          | eliminacje | 3:47,22 |
| 2014 | Mistrzostwa Afryki        | Marrakesz      | 4. miejsce | 3:42,65 |
| 2015 | Mistrzostwa świata        | Pekin          | półfinał   | 3:44,31 |
| 2015 | Igrzyska afrykańskie      | Brazzaville    | 1. miejsce | 3:45,73 |
| 2016 | Igrzyska olimpijskie      | Rio de Janeiro | półfinał   | 3:40,69 |